# Mereče
Mereče – wieś w Słowenii, w gminie Ilirska Bistrica. W 2018 roku liczyła 57 mieszkańców.